# Mantella expectata
Mantella expectata is een kikker uit de familie gouden kikkers (Mantellidae). De soort komt endemisch voor op het Afrikaanse eiland Madagaskar. De soort werd voor het eerst wetenschappelijk beschreven door Klaus Busse en Wolfgang Böhme in 1992.

## Uiterlijke kenmerken
Volwassen exemplaren hebben een lichaamslengte van 20 tot 26 millimeter. Deze kikkersoort heeft een kenmerkend kleurpatroon; de bovenzijde is opvallend geel, de flanken diepzwart en de poten en keel lichtblauw. Een lichtblauwe streep loopt vanaf de voorpoten tot onder de ogen. Mantella betsileo is een verwante kikkersoort waarvan het leefgebied dat van Mantella expectata overlapt. Deze lijkt sterk op M. expectata, maar is minder fel gekleurd en mist de lichtblauwe streep onder de ogen.

## Gedrag en leefwijze

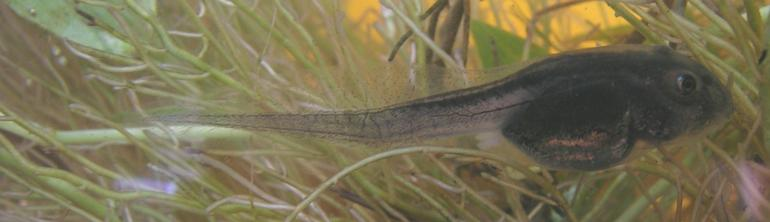
Kikkervisje

De kikker wordt vaak aangetroffen in natte kloven en in de buurt van waterstromen die in het regenseizoen ontstaan. Mannetjes laten zich overdag horen door korte, luide klikgeluiden. Het vrouwtje legt haar eieren in de grond, waarop de kleine donkergekleurde kikkervisjes in het regenseizoen naar nabijgelegen moerassen en stroompjes worden gespoeld. Schijnbaar hebben de larven weinig hinder van de bosbranden die in dit gebied veelvuldig voorkomen.

## Verspreiding en leefgebied

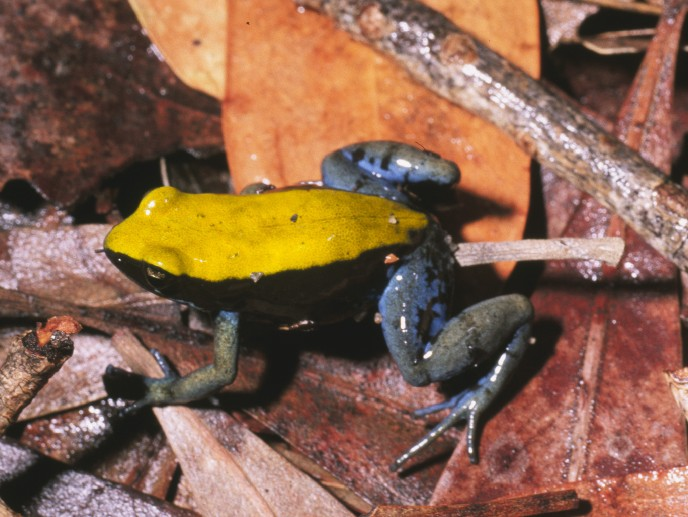
Mantella expectata in de strooisellaag in het Nationaal park Isalo

Mantella expectata is endemisch in de subtropische bossen in het zuiden van Madagaskar en is alleen aangetroffen in het Nationaal park Isalo en haar omgeving, op een hoogte van 700 tot 1000 meter boven de zeespiegel. Beschreven exemplaren die aangetroffen zijn op andere locaties dan Isalo, waaronder de Tsingy de Bemaraha, missen de karakteristieke blauwe poten en behoren waarschijnlijk tot een andere, onbeschreven soort.

### Status
Het totale leefgebied beslaat minder dan 5.000 vierkante kilometer groot en erg versnipperd. Dit gebied wordt bedreigd door bosbranden, overbegrazing en mijnbouwwerkzaamheden. Bovendien worden veel exemplaren gevangen voor de handel in exotische huisdieren. De soort is derhalve opgenomen als 'bedreigd' (Endangered) op de Rode Lijst van de IUCN. Op de lijst van CITES, een internationale overeenkomst over de handel in dieren en planten, is hij opgenomen in Bijlage II, wat wil zeggen dat voor de export een vergunning moet worden aangevraagd.